# Kard
Kard (кор. 카드 , стилізується як KARD) — південнокорейський змішаний гурт, сформований DSP Media. Складається з чотирьох учасників: J.Seph, BM, Сомін та Джіу. Офіційний дебют відбувся 19 липня 2017 року з мініальбомом Hola Hola.

## Історія
Сомін раніше була учасницею жіночого гурту Puretty, що розпався через два роки після свого дебюту в 2012 році. Пізніше вона приєдналася до Kara Project, де змагалася, щоб стати новим учасником KARA, і посіла друге місце. 24 серпня 2015 року вона дебютувала як лідер жіночого гурту April, але 9 листопада вирішила залишити його.
Серед учасників чоловіків J.Seph тренувався п'ять років, а BM — чотири з половиною роки, під керівництвом DSP Media. Спочатку лейбл планував дебютувати їх в хіп-хоп дуеті, але плани змінилися.
Останньою учасницею групи була Джіу, яка тренувалася у FNC Entertainment протягом двох років і перейшла в DSP Media у 2016 році, де вона тренувалася лише два місяці, перш ніж дебютувати з KARD.

## Учасники
| Псевдонім           | Справжнє ім'я         | Дата народження |
| ------------------- | --------------------- | --------------- |
| J.Seph (제이셉)     | Кім Тхе Хйон (김태형) | 21 червня 1992  |
| BM (비엠)           | Меттью Кім            | 20 жовтня 1992  |
| Сомін (Somin, 소민) | Чон Со Мін (전소민)   | 22 серпня 1996  |
| Джіу (Jiwoo, 지우)  | Чон Джі У (전지우)    | 4 жовтня 1996   |

## Дискографія

### Мініальбоми
| Назва                                                                            | Деталі                                                                           | Пікові позиції у чартах | Пікові позиції у чартах | Пікові позиції у чартах | Пікові позиції у чартах | Продажі                  |
| Назва                                                                            | Деталі                                                                           | KOR                     | FRA Down                | US Heat                 | US World                | Продажі                  |
| -------------------------------------------------------------------------------- | -------------------------------------------------------------------------------- | ----------------------- | ----------------------- | ----------------------- | ----------------------- | ------------------------ |
| Hola Hola                                                                        | - Реліз: 19 липня 2017 - Лейбл: DSP Media - Формат: CD, цифрове завантаження     | 2                       | 171                     | 25                      | 3                       | - Південна Корея: 18,343 |
| You & Me                                                                         | - Реліз: 21 листопада 2017 - Лейбл: DSP Media - Формат: CD, цифрове завантаження | 8                       | 170                     | 17                      | 4                       | - Південна Корея: 12,775 |
| Ride on the Wind                                                                 | - Реліз: 25 липня 2018 - Лейбл: DSP Media - Формат: CD, цифрове завантаження     | 7                       | —                       | —                       | 8                       | - Південна Корея: 7,681  |
| Red Moon                                                                         | - Реліз: 22 лютого 2020 - Лейбл: DSP Media - Формат: CD, цифрове завантаження    | 10                      | Н/Д                     | —                       | —                       | - Південна Корея: 6,520  |
| Re:                                                                              | - Реліз: 22 червня 2022 - Лейбл: DSP Media - Формат: CD, цифрове завантаження    | 12                      | Н/Д                     | —                       | —                       | - Південна Корея: 26,813 |
| Icky                                                                             | - Реліз: 23 травня 2023 - Лейбл: DSP Media - Формат: CD, цифрове завантаження    | 24                      | Н/Д                     | —                       | —                       | - Південна Корея: 13,199 |
| «—» релізи, що не потрапили у чарти або не були випущені у відповідних регіонах. |                                                                                  |                         |                         |                         |                         |                          |

### Сингл-альбоми
| Назва          | Деталі                                                                        | Пікові позиції у чартах | Продажі                  |
| Назва          | Деталі                                                                        | KOR                     | Продажі                  |
| -------------- | ----------------------------------------------------------------------------- | ----------------------- | ------------------------ |
| Way with Words | - Реліз: 26 серпня 2020 - Лейбл: DSP Media - Формат: CD, цифрове завантаження | 12                      | - Південна Корея: 11,474 |

### Сингли
| Назва                                                                            | Рік  | Пікові позиції у чартах | Пікові позиції у чартах | Пікові позиції у чартах | Продажі                  | Альбом             |
| Назва                                                                            | Рік  | KOR                     | FIN Down                | US World                | Продажі                  | Альбом             |
| -------------------------------------------------------------------------------- | ---- | ----------------------- | ----------------------- | ----------------------- | ------------------------ | ------------------ |
| «Oh NaNa» (feat. Heo Young-ji)                                                   | 2016 | —                       | —                       | 5                       | Н/Д                      | Hola Hola          |
| «Don't Recall»                                                                   | 2017 | —                       | 18                      | 5                       | Н/Д                      | Hola Hola          |
| «Rumor»                                                                          | 2017 | —                       | —                       | 3                       | - США: 3,000             | Hola Hola          |
| «Hola Hola»                                                                      | 2017 | 76                      | —                       | 4                       | - Південна Корея: 28,983 | Hola Hola          |
| «You in Me»                                                                      | 2017 | —                       | —                       | 11                      | - Південна Корея: 12,962 | You & Me           |
| «Ride on the Wind»                                                               | 2018 | —                       | —                       | 19                      | Н/Д                      | Ride on the Wind   |
| «Bomb Bomb»                                                                      | 2019 | —                       | —                       | 3                       | Н/Д                      | Сингл без альбому  |
| «Dumb Litty»                                                                     | 2019 | —                       | —                       | 3                       | Н/Д                      | Red Moon           |
| «Red Moon»                                                                       | 2020 | —                       | —                       | 8                       | Н/Д                      | Red Moon           |
| «Gunshot»                                                                        | 2020 | —                       | —                       | 9                       | Н/Д                      | Way with Words     |
| «Ring the Alarm»                                                                 | 2022 | —                       | —                       | —                       | Н/Д                      | Re:                |
| «Oh NaNa» (Aster Remix)                                                          | 2023 | —                       | —                       | —                       | Н/Д                      | Kard Remix Project |
| «Ring the Alarm» (Jeride Remix)                                                  | 2023 | —                       | —                       | —                       | Н/Д                      | Kard Remix Project |
| «Without You»                                                                    | 2023 | —                       | —                       | —                       | Н/Д                      | Icky               |
| «Icky»                                                                           | 2023 | —                       | —                       | 15                      | Н/Д                      | Icky               |
| «Fireworks»                                                                      | 2023 | —                       | —                       | —                       | Н/Д                      | Сингл без альбому  |
| «—» релізи, що не потрапили у чарти або не були випущені у відповідних регіонах. |      |                         |                         |                         |                          |                    |

### Інші пісні у чартах
| Назва                             | Рік  | Пікові позиції у чартах | Альбом         |
| Назва                             | Рік  | US World                | Альбом         |
| --------------------------------- | ---- | ----------------------- | -------------- |
| «I Can't Stop»                    | 2017 | 10                      | Hola Hola      |
| «Living Good» (Special thanks to) | 2017 | 12                      | Hola Hola      |
| «Ah Ee Yah» (ㅏㅣㅑ)              | 2020 | 20                      | Way with Words |
| «Hold On»                         | 2020 | 24                      | Way with Words |

### Саундтреки
| Назва                                                                            | Рік  | Пікові позиції у чартах | Альбом                                                    |
| Назва                                                                            | Рік  | KOR                     | Альбом                                                    |
| -------------------------------------------------------------------------------- | ---- | ----------------------- | --------------------------------------------------------- |
| «Here We Now» (이제 우리)                                                        | 2017 | —                       | Newlywed Diary 2 OST                                      |
| «Wingless Angel» (날개 잃은 천사)                                                | 2018 | —                       | Immortal Songs: Singing the Legend (Lyricist Lee Kun-woo) |
| «—» релізи, що не потрапили у чарти або не були випущені у відповідних регіонах. |      |                         |                                                           |

### Поява в альбомах
| Назва                                 | Рік  | Альбом |
| ------------------------------------- | ---- | ------ |
| «Lo Siento» (Super Junior feat. Kard) | 2018 | Replay |

## Відеографія

### Музичні відеокліпи
| Рік  | Назва                                               | Режисер                      | Прим.  |
| ---- | --------------------------------------------------- | ---------------------------- | ------ |
| 2016 | «Oh NaNa»                                           | Insp, Suiko (Koinrush)       | [ 25 ] |
| 2017 | «Don't Recall»                                      | Insp, Suiko (Koinrush)       | [ 26 ] |
| 2017 | «Don't Recall» Hidden ver.                          | Insp, Suiko (Koinrush)       |        |
| 2017 | «Rumor»                                             | Insp, Suiko (Koinrush)       | [ 27 ] |
| 2017 | «Rumor» Hidden ver.                                 | Insp, Suiko (Koinrush)       |        |
| 2017 | «Hola Hola»                                         | Insp, Suiko (Koinrush)       | [ 28 ] |
| 2017 | «You In Me»                                         | Kim Young-jo & Yoo Seung-woo | [ 29 ] |
| 2017 | «Trust Me»                                          | Kim Young-jo & Yoo Seung-woo | [ 29 ] |
| 2018 | «Ride on the Wind»                                  | Kim Young-jo & Yoo Seung-woo | [ 30 ] |
| 2018 | «Ride on the Wind» Choreography ver.                | Kim Young-jo & Yoo Seung-woo |        |
| 2018 | «Knockin' On My Heaven's Door» Choreography ver.    | Невідомий                    |        |
| 2019 | «Bomb Bomb»                                         | Hong Wonki (Zanybros)        | [ 31 ] |
| 2019 | «Bomb Bomb» Performance ver.                        | Невідомий                    |        |
| 2019 | «Dumb Litty»                                        | Hong Wonki (Zanybros)        | [ 32 ] |
| 2019 | «Dumb Litty» Performance ver. (Black ver.)          | Невідомий                    |        |
| 2019 | «Dumb Litty» Performance ver. (White ver.)          | Невідомий                    |        |
| 2019 | «[prod.BM] BM — Habanero»                           | Невідомий                    |        |
| 2019 | «[prod.BM] BM, J.seph — Inferno»                    | Невідомий                    |        |
| 2019 | «[prod.BM/Lyric Video] Somin — Backseat (Feat. BM)» | Невідомий                    |        |
| 2020 | «Red Moon»                                          | Hong Wonki (Zanybros)        | [ 33 ] |
| 2020 | «Red Moon» Performance ver.                         | Невідомий                    |        |
| 2020 | «ENEMY» Choreography ver.                           | Невідомий                    |        |
| 2020 | «GO BABY» Choreography ver.                         | Невідомий                    |        |
| 2020 | «Gunshot»                                           | Невідомий                    |        |
| 2020 | «Gunshot» Performance ver.                          | Невідомий                    |        |
| 2022 | «Ring The Alarm»                                    | Невідомий                    |        |
| 2022 | «Ring The Alarm» Performance ver.                   | Невідомий                    |        |
| 2023 | «Without You»                                       | Невідомий                    |        |
| 2023 | «ICKY»                                              | Невідомий                    |        |

## Концерти і тури
- Wild Kard Tour (2017—2019)
- Play Your Kard Right Tour (2019–донині)
- Wild Kard In Brazil, Mexico, Chile & USA (2022)
- Playground World Tour (2023)[34]

## Нагороди і номінації
| Нагорода                      | Рік  | Категорія                        | Номінант / робота | Результат | Прим.  |
| ----------------------------- | ---- | -------------------------------- | ----------------- | --------- | ------ |
| Asia Artist Awards            | 2017 | Rookie of the Year Award — Music | Kard              | Перемога  | [ 35 ] |
| Asia Artist Awards            | 2018 | New Wave Award — Music           | Kard              | Перемога  | [ 36 ] |
| Asia Artist Awards            | 2022 | Best Choice Award — Music        | Kard              | Перемога  | [ 37 ] |
| Asia Artist Awards            | 2023 | Best Musician Award              | Kard              | Перемога  | [ 38 ] |
| CJ E&M America Awards         | 2017 | Hottest Rookie                   | Kard              | Перемога  | [ 39 ] |
| Melon Music Awards            | 2017 | Best New Artist                  | Kard              | Номінація | [ 40 ] |
| Seoul Music Awards            | 2018 | New Artist Award                 | Kard              | Номінація | [ 41 ] |
| Seoul Music Awards            | 2018 | Popularity Award                 | Kard              | Номінація | [ 41 ] |
| Seoul Music Awards            | 2018 | Hallyu Special Award             | Kard              | Номінація | [ 41 ] |
| K Global Heart Dream Awards   | 2023 | K Global Best Co-Ed Group Award  | Kard              | Перемога  | [ 42 ] |
| Korea-China Management Awards | 2019 | Asia Rising Star Award           | Kard              | Перемога  | [ 43 ] |
| Korea First Brand Awards      | 2020 | Top Co-ed Idol                   | Kard              | Перемога  | [ 44 ] |
| MTV Europe Music Awards       | 2020 | Best Korean Artist               | Kard              | Номінація | [ 45 ] |

## Нотатки
1. ↑  Сингл «You in Me» не потрапив у Gaon Digital Chart, але посів 98 місце у чарті Download[22].
2. ↑  Сингл «Ride On the Wind» не потрапив у Gaon Digital Chart, але посів 92 місце у чарті  Download[23].
3. ↑  Сингл «Ring the Alarm» не потрапив у Gaon Digital Chart, але посів 37 місце у чарті Download[24].